# San Casciano dei Bagni
San Casciano dei Bagni est une commune italienne de la province de Sienne, dans la région Toscane.

## Administration
| Période                                  | Période | Identité | Étiquette | Qualité |
| ---------------------------------------- | ------- | -------- | --------- | ------- |
|                                          |         |          |           |         |
| Les données manquantes sont à compléter. |         |          |           |         |

## Archéologie
« Des archéologues italiens ont annoncé, mardi 8 novembre 2022, la découverte inédite de 24 statues en bronze antiques découvertes dans les ruines d’anciens thermes romains, datant d’entre le IIe siècle avant notre ère et le Ier siècle, extraites des boues des anciennes sources chaudes sacrées de Toscane, dans un état de conservation presque parfait », ainsi que 6 000  pièces de monnaie en bronze, argent et or.

### Hameaux
Palazzone, Fighine, Celle sul Rigo, Ponte a Rigo.

### Communes limitrophes
Abbadia San Salvatore, Acquapendente, Allerona, Cetona, Città della Pieve, Fabro, Piancastagnaio, Proceno, Radicofani, Sarteano.